# رابرت موگابه
رابرت گابریل کاریگامومبه موگابه (به انگلیسی: Robert Gabriel Karigamombe Mugabe) (زاده ۲۱ فوریهٔ ۱۹۲۴ – مرگ ۶ سپتامبر ۲۰۱۹) سیاست‌مدار و دیکتاتور زیمبابوه بود که از ۱۹۸۷ تا ۲۰۱۷ رئیس‌جمهور، و پیش از آن یعنی بین سال‌های ۱۹۸۰ تا ۱۹۸۷ به عنوان نخست‌وزیر بر زیمبابوه حکومت کرد. او از نظر ایدئولوژیک یک ملی‌گرای آفریقایی و یک سوسیالیست است، که از سال ۱۹۷۵ اتحادیه ملی آفریقایی زیمبابوه-جبهه میهنی (زانو-پی‌اف) را رهبری کرده‌است.
موگابه در ۳ اوت ۲۰۱۳ در انتخابات ریاست‌جمهوری با ۶۱ درصد آرا پیروز و برای هفتمین‌بار رئیس‌جمهور زیمبابوه شد. در این دوره مورگان چانگیرای، نخست‌وزیر زیمبابوه و رهبر حزب جنبش، برای تغییر دموکراتیک ــ که رقیب اصلی موگابه به‌شمار می‌رفت ــ نزدیک به ۳۴ درصد آرا را به‌دست آورد. وی در سال ۲۰۱۵ به عنوان رئیس اتحادیه آفریقا برگزیده شد. موگابه ۹۳ ساله که پیرترین رئیس‌جمهور جهان بود در ۱۴ نوامبر ۲۰۱۷ توسط ارتش دستگیر و بازداشت خانگی شد و سرانجام پس از ۳۷ سال حکومت بر زیمبابوه، در ۲۱ نوامبر ۲۰۱۷ از ریاست‌جمهوری استعفا کرد.
رابرت موگابه از مدافعان برنامه هسته‌ای ایران بود.

## سیاست
وی از سال ۱۹۸۰ تا ۱۹۸۷ به‌عنوان نخست‌وزیر و از سال ۱۹۸۷ تا نوامبر ۲۰۱۷، با عنوان رئیس‌جمهور این کشور، بر سر کار بود. وی همچنین رهبر حزب حاکم اتحادیه ملی آفریقایی زیمبابوه-جبهه میهنی (زانو-پی‌اف) بود.
هنگامی‌که در سال ۱۹۸۰ موگابه که به نخست‌وزیری رسید اعلام کرد که زمان دست به اسلحه بردن به پایان رسیده است. اما در ۱۹۸۳ موگابه برای سرکوب اعتراضات در جنوب زیمبابوه، ارتش کشور را به متبیلیلند فرستاد و در ۴ سال، هزاران نفر کشته شدند. هیچ کشوری در جهان واکنشی به این کشتارها نشان نداد زیرا او را بهترین انتخاب برای مدیریت این کشور می‌دانستند. رابرت موگابه، به‌دلیل سیاست‌های اقتصادی (سوسیالیسم-کمونیسم) و سرکوب مخالفان سیاسی‌اش، همواره مورد انتقاد محافل جهانی قرار داشت.
در سال‌های پایانی دهه ۱۹۹۰ (میلادی) به دلیل تورم چند میلیارد درصدی، محبوبیت موگابه و حزب اتحادیه ملی آفریقایی زیمبابوه-جبهه میهنی (زانو-پی‌اف) کاهش یافت. موگابه برای جبران این از دست رفتن محبوبیت، مردم زیمبابوه را به پس گرفتن زمین‌های خود از سفیدپوستها کرد. پس از دخالت گزاف نظامی زیمبابوه به رهبری رابرت موگابه در جنگ دوم کنگو که به سلب مالکیت انبوه زمین‌های سفیدپوست‌ها و حذف مخالفان و رقبای سیاسی موگابه انجامید بسیاری کشورهای غربی وی را متهم به «تبعیض نژادی» و نفرت‌پراکنی نسبت به اقلیت سفیدپوست ساکن در زیمبابوه کردند. براثر تحریم‌های اقتصادی، اقتصاد زیمبابوه با مشکلات بسیار جدی روبرو شد. کمبودهای جدیِ فراورده‌های نفتی و غذایی منجر به مهاجرت گستردهٔ اهالی زیمبابوه به کشورهای همسایه، به ویژه آفریقای جنوبی شد.
در پی فشار داخلی و بین‌الملی بر او، موگابه در سال ۲۰۰۸ ناچار به تقسیم قدرت با مورگان چانگیرای به عنوان نخست‌وزیر گردید. در پی این تقسیم قدرت، اقتصاد زیمبابوه پس از دهه‌ها رکود، به‌آرامی بهبود یافت.
موگابه، مخالفینش را «تازه متولدان استعمارگر» می‌نامید. وی و طرفدارانش، مدعی بودند که مشکلات زیمبابوه، «میراث استعمار» است.

## جنجال‌ها
در پی انتقاد گوردون براون، نخست‌وزیر بریتانیا، از «وجود تقلب» در انتخابات ۲۹ مارس ۲۰۰۸ زیمبابوه، موگابه وی را «یک نقطهٔ ریز بر روی کُرهٔ زمین» خواند.
سیلویو برلوسکونی، نخست‌وزیر ایتالیا، و بان کی‌مون، دبیرکل سازمان ملل متحد که میزبان کنفرانس مقابله با «بحران جهانیِ غذا» در ژوئن ۲۰۰۸ میلادی بودند محمود احمدی‌نژاد، رئیس‌جمهور ایران، و رابرت موگابه، رئیس‌جمهور زیمبابوه را در مراسم تشریفاتیِ شام، که به افتخار رهبران حاضر در کنفرانس، برپا شده‌بود دعوت نکردند.
در سال ۲۰۱۳ و در جشن تولد ۸۹ سالگی‌اش، موگابه، ضمن رد گزارش‌هایی مبنی بر اوضاع جسمانیِ بدنش، مأموریت خود در ادارهٔ زیمبابوه را «آسمانی» توصیف کرد.

## زندگی شخصی
رابرت موگابه در ۱۹۵۱ مدرک کارشناسی خود را از دانشگاه فورت هاره دریافت کرد. همچنین شش مدرک کارشناسی دیگر را از راه آموزش از دور گرفت. او دو مدرک حقوقش را در زندان گرفت و هنگام ریاست‌جمهوری، کارشناسی ارشد حقوق را دریافت کرد.
موگابه در سال ۱۹۶۱ (میلادی) با سالی هیفران از کشور غنا که خانواده او از اعضای جنبش ملی‌گرایان غنا بودند ازدواج کرد. سالی هیفران، همسر نخست موگابه و بانوی نخست زیمبابوه در سال ۱۹۹۲ بر اثر نارسایی کلیه درگذشت. برخی منتقدان بر این باورند که شیوه حکمرانی موگابه پس از مرگ همسر نخستش دستخوش تغییرات منفی شده‌است. حاصل ازدواج موگابه و سالی پسری بود که در سال ۱۹۶۶ در سن خردسالی و در زمانی که موگابه در زندان بود از دنیا رفت.
موگابه در ۱۷ اوت ۱۹۹۶ با منشی پیشین خود، گریس ماروفو ازدواج کرد. گریس، ۴۱ سال از موگابه جوان‌تر و از سال‌های قبل معشوقه او و دارای دو فرزند از او بود. گریس نخستین فرزندش از موگابه را در زمانی باردار شد که هنوز همسر نخست موگابه زنده بود و گریس نیز خود در ازدواج مرد دیگری بود که همینک سفیر زیمبابوه در چین است.
موگابه و گریس در یک مدرسهٔ مسیونری کلیسای کاتولیک به‌شیوهٔ کاتولیک ازدواج کردند. نلسون ماندلا و نیز دو فرزند موگابه از گریس، از جمله مهمانان بودند. ماندلا در این مراسم در حال بوسیدن عشق جدیدش دیده شد. موگابه‌ها سه فرزند به نام‌های بونا، رابرت پیتر جونیور و بلمارین چاتونگا دارند.
گریس، به‌دلیل خریدهای اروپایی‌اش «گوچی گریس» خوانده شده و مورد انتقاد قرار گرفته‌است.

## انتخابات سال ۲۰۱۳
رابرت موگابه در سوم اوت ۲۰۱۳ در انتخابات ریاست‌جمهوری زیمبابوه با ۶۱ درصد آرا پیروز و برای هفتمین بار رئیس‌جمهور زیمبابوه شد. در این دوره، مورگان چانگیرای، نخست‌وزیر زیمبابوه و رهبر حزب جنبش برای تغییر دموکراتیک، که رقیب اصلی موگابه به‌شمار می‌رفت، نزدیک به ۳۴ درصد آرا را به‌دست آورد. حزب اتحادیه ملی آفریقایی زیمبابوه-جبهه میهنی (زانو-پی‌اف) حزب رابرت موگابه، بیش از دوسوم کرسی‌های مجلس این کشور را به خود اختصاص داد و پس از چندی دست به تغییر قانون اساسی زد. پس از انتخابات، چانگیرای نتایج اعلام‌شده را نپذیرفت و گفت این آرا را در دادگاه به چالش خواهد کشید. هرچند مسئول ناظران انتخاباتیِ اتحادیه آفریقا، انتخابات عمومی در زیمبابوه را آزاد، منصفانه و معتبر دانست اما گروه موسوم به حامیان انتخابات زیمبابوه، بزرگترین گروه داخلیِ ناظر بر انتخابات این کشور، معتقد بود که انحرافات جدی در این انتخابات صورت گرفته‌است. اتحادیه اروپا در مورد انحراف و تقلب در انتخابات زیمبابوه ابراز نگرانی کرد.
در جریان انتخابات ریاست‌جمهوری سال ۲۰۰۸ نیز موگابه و چانگیرای هر دو به دور دوم راه یافتند. اما پس از انتشار گزارش‌هایی مبنی بر فشار بر طرفداران حزب جنبش برای تغییر دموکراتیک و کشته شدن شماری از آنان، مورگان چانگیرای از ادامهٔ رقابت صرف‌نظر کرد.

## برکناری
موگابه در ۱۴ نوامبر ۲۰۱۷ توسط ارتش زیمبابوه و به رهبری ژنرال سیبوسیسو دستگیر و حبس خانگی شد. یک هفته بعد با تصمیم حزب حاکم و متبوعش اتحادیه ملی آفریقایی زیمبابوه-جبهه میهنی (زانو-پی‌اف) به ریاست وی بر حزب حاکم پایان داده شد. حزب حاکم، امرسون منانگاگوا، معاون اخراجی موگابه را به جای وی به ریاست حزب برگزید. منانگاگوآ، رئیس پیشین اطلاعاتی و یکی از اعضای ارشد حزب اتحادیه ملی آفریقایی زیمبابوه-جبهه میهنی (زانو-پی‌اف) بود که دو هفته پیش، از سوی موگابه از سمت خود برکنار شد. همین رخداد یعنی «بحران برکناری منانگاگوا» موجب شد تا ارتش برای حل بحران مداخله کند و اجازه ندهد تا همسر نسبتاً جوان رابرت موگابه (گریس موگابه) جای او را بگیرد. گفته شده رابرت موگابه در اعتراض به اقدام ارتش، دو روز پایانی حکومتش و زمانی که در حبس خانگی بود اعتصاب غذا کرده‌بود. پس از دستگیری موگابه توسط ارتش، مردم زیمبابوه به خیابان‌ها آمده، به رقص و پایکوبی و شادی پرداختند و از این اقدام ارتش سپاسگزاری کردند. وی در زمان دستگیری با ۹۳ سال سن پیرترین رئیس‌جمهور جهان بود. در پی این رویدادها حزب حاکم، خواستار استعفای وی شد و برای او ضرب الاجل تعیین کرد. سرانجام وی که توسط ارتش در حصر خانگی قرار داشت در ۲۱ نوامبر ۲۰۱۷ از ریاست‌جمهوری استعفا کرد. این استعفا توسط رئیس پارلمان زیمبابوه اعلام شد. زمانی که موگابه به نزدیکانش و تیمی از مذاکره‌کنندگان در عمارت «کاخ آبی» گفت که استعفا می‌دهد سرش را پایین انداخت و گفت مردم دمدمی شده‌اند؛ او گریه می‌کرد و از خیانت ژنرال‌هایش انتقاد کرد. تلاش برای کنار گذاشتن موگابه از قدرت از زمانی اوج گرفت که رهبران نظامی، کنترل قدرت را به دست گرفتند.

### بسته «بدرود طلایی»
موگابه پس از برکناری و استعفا به توافقی با ارتش دست یافت که به او و همسرش گریس اجازه می‌داد دوران بازنشستگی لوکسی را در کشورش داشته‌باشند و به تبعید نروند. گرچه موگابه با کودتای نظامی نرم برکنار شد اما او همچنان از امتیاز مصونیت قضایی به عنوان رئیس پیشین کشور برخوردار می‌شد و همچنین، حقوق کامل ریاست‌جمهوری معادل ۱۱۲ هزار و ۵۰۰ پوند را به صورت سالیانه تا زمان مرگ دریافت می کرد. دولت به او ۳٫۷۵ میلیون پوند به صورت یکجا داد و مابقی آن را به صورت اقساط پرداخت می‌کرد. او همچنین از همه امکانات پزشکی و نیز حقوق ماهانه برخوردار می‌شد. پس از مرگ هم، همسرش گریس، ماهانه نیمی از حقوق موگابه را خواهد گرفت.

## درگذشت
وی در روز ۶ سپتامبر ۲۰۱۹، در سن ۹۵ سالگی در بیمارستانی در سنگاپور درگذشت. به گزارش رویترز، او در این بیمارستان به دلیل بیماری سرطان تحت درمان بود.